# TV Cultura
TV Cultura è un canale televisivo di stato brasiliano, nato nel 1960 sotto i Diàros Associados di Assis Chateubriand (il fondatore della prima emittente sud americana Rede Tupi) e poi ceduto e di fatto "rinato" nel 1969 alla Fondazione Padre Anchieta, fondazione che gode dei contributi del governo brasiliano di San Paolo. Il canale, il cui nome dice tutto, è di tipo generalista con una programmazione rivolta con molta cura alle trasmissioni educative e/o culturali.
Nel 2015, in seguito ad uno studio fatto da un istituto britannico, si è scoperto che TV Cultura è il secondo canale televisivo al mondo con maggior qualità, superato solamente da BBC One.

## Storia

### Con i Diàros Associados (1960-1969)
Nel 1958 i Diaros Associados, dopo l'esperienza iniziata nel 1950 con TV Tupi, ottennero dal governo la concessione televisiva per un nuovo canale. Fu così che a sera del 20 settembre 1960 sul canale 2 VHF di San Paolo nacque TV Cultura, il cui logo era la scritta C2 Cultura con al centro il volto di una ragazza indigena che, fino al 1969 sarà la mascotte della rete. Si può quindi dire che il primo logo di TV Cultura era una versione femminile del logo di Rede Tupi, anch'esso rappresentato da un bambino indiano. Il primo slogan lanciato è "una vera e propria cultura del dono del popolo". Per non interferire con il Canale 2 di Cultura, TV Tupi San Paolo dovette spostarsi dal canale 3 al canale 4.
La sua situazione, almeno per i primi anni, era davvero precaria: uno studio di soli 30 m² situato al quindicesimo piano di Rua 7 aprile n.230, che tra l'altro era lo stesso dove erano iniziate le trasmissioni di Tupi. La sua antenna era un ricavato di quella di Tupi sull'Edifìcio Altino Arantes. Il canale, nei primi giorni, per via del modo molto improvviso di lancio, non fu proprio notato da gran parte dei telespettatori.
Il 28 aprile 1965 un cortocircuito mandò in fiamme lo studio, dove vennero distrutte molte apparecchiature, tra cui la prima videocamera di TV Tupi pesante 80 kg. Motivo per cui la programmazione fu spostata nella sede di Sumarè. Questo incendio determinerà l'inizio della crisi dell'emittente nelle mani di Chateubriand, che si risolverà nel 1967 quando i Diàros Associados cederanno TV Cultura al governo di San Paolo, che nello stesso anno fonderà la Fondazione Padre Anchieta che acquisì il canale.

### Con la Fondazione Padre Anchieta (dal 1969)
Nonostante fosse nata nel 1960, la data di apertura di TV Cultura è da sempre indicata al 15 giugno 1969, data in cui la TV si riaccese per la seconda volta. In quel giorno fu mostrato un documentario sulla terra, poi l'aspetto dell'emittente, un video di Papa Paolo VI in cui il pontificie benediceva il canale ed infine il logo dell'emittente, quello attuale dove al di sotto c'è la scritta TV2 Cultura.
Nel 1976 iniziano, dopo quasi 4 anni di sperimentazione le trasmissioni a colori mentre nel 1979 l'emittente cambiò nome in RTC - Ràdio e Televisão Cultura. Nel 1986 un nuovo incendio colpì la rete, che vide distruggersi le nuove attrezzature fornite da Globo, Manchete e Bandeirantes.
Nello stesso anno torna, fino al 1992, l'originaria denominazione Cultura dopodiché, nell'anno indicato la rete diventa Rede Cultura, uniformandosi alle altre reti. La denominazione attuale subentra nel 1996.
Nel 2007 l'emittente pubblica TVE Brasile, nata grazie a TV Cultura, si spegne e al suo posto nasce la nuova TV Brasil. Per un periodo il segno trasmesso era quello di TV Cultura per poi lasciare spazio a quello di TV Brasil.
Il 18 marzo 2015, dopo oltre 20 di trasmissione analogica trasmessa via satellite, TV Cultura accende finalmente il digitale terrestre.
Negli ultimi periodi Cultura sta attraversando momenti molto difficili fatti prevalentemente da scioperi per via di problemi finanziari nel pagare i salari. Ciò sta causando un notevole ritardo nella programmazione soprattutto sul Jornal da Cultura che nel 2016, per la prima volta non è stato trasmesso quotidianamente.

## Denominazioni
- C2 Cultura (1960-1969)
- TV2 Cultura (1969-1972/1976-1979)
- Cultura o TV Cultura (1972-1976/1986-1992/1996-oggi)
- RTC - Ràdio e Televisão Cultura (1979-1986)
- Rede Cultura (1992-1996)